# Phytoliriomyza simlensis
Phytoliriomyza simlensis este o specie de muște din genul Phytoliriomyza, familia Agromyzidae, descrisă de Ipe și Beri în anul 1971. Conform Catalogue of Life specia Phytoliriomyza simlensis nu are subspecii cunoscute.